# Consigliere medico capo del presidente
Il Consigliere medico capo del presidente è una posizione all'interno dell'ufficio esecutivo del presidente degli Stati Uniti d'America. La posizione è stata istituita nel 2019 durante l'amministrazione Trump. Il 4 dicembre 2020, è stato annunciato che Anthony Fauci, direttore del National Institute of Allergy and Infectious Diseases, avrebbe ricoperto il ruolo nell'amministrazione Biden.

## Ruolo
Nel febbraio 2019, l'ex medico del presidente Ronny Jackson è stato selezionato per servire come consigliere medico capo e assistente del presidente Donald Trump. Nel ruolo, il lavoro di Jackson includeva la consulenza a Trump sulla politica di salute pubblica. Jackson ha lasciato l'ufficio della Casa Bianca alla fine del 2019 e la posizione è rimasta vacante. Nell'amministrazione Biden, Fauci è consulente del Presidente sulla politica di sanità pubblica relativa alla pandemia COVID-19.

## Consiglieri medici principali
| Nr.                                        | Titolare                      | Immagine | Inizio          | Fine             |  | Presidente   |
| ------------------------------------------ | ----------------------------- | -------- | --------------- | ---------------- |  | ------------ |
| 1                                          | Retroammiraglio Ronny Jackson |          | 2 febbraio 2019 | 1º dicembre 2019 |  | Donald Trump |
| Vacante 1º dicembre 2019 – 20 gennaio 2021 |                               |          |                 |                  |  | Donald Trump |
| 2                                          | Anthony Fauci                 |          | 20 gennaio 2021 | 31 dicembre 2022 |  | Joe Biden    |
| Vacante dal 1º gennaio 2023                |                               |          |                 |                  |  | Joe Biden    |